# Kovács Mátyás (labdarúgó, 2003)
Kovács Mátyás (Budapest, 2003. július 7. –) utánpótlás-válogatott labdarúgó, a Košice játékosa, kölcsönben az MTK Budapesttől.

## Pályafutása

### Klubcsapatokban
Karrierjét Gödöllőn kezdte, ahol három évig játszott, ezután a Vasas akadémiájára került, ahol négy évig nevelkedett, majd ezután került az MTK csapatához. Itt a felnőttek között is bemutatkozhatott, méghozzá 2022 év elején az NB I-ben a Mezőkövesd ellen léphetett pályára először.
A 2022–2023-as szezont csapata a másodosztályban kezdte meg, viszont Kovács alapemberré vált, és segített csapatának egyből visszajutni az élvonalba.
2024. július 18-án bejelentették, hogy a 2024–25-ös szezonban kölcsönben a Fehérvár FC játékosa lesz.
A 2025–2026-os idényre újból kölcsönadta az MTK, ezúttal a szlovák élvonalban szereplő Košicének.

### A válogatottban
Egészen 14 éves kora óta képviselte Magyarország utánpótlás válogatottjait.